# Keerumande, Bangarapet
Keerumande là một làng thuộc tehsil Bangarapet, huyện Kolar, bang Karnataka, Ấn Độ.